# 杯鳞薹草
杯鳞薹草（学名：Carex poculisquama）为莎草科薹草属的植物，为中国的特有植物。分布在中国大陆的江苏南部、中部地区等地，多生在沟边及池塘边，目前尚未由人工引种栽培。